# عملیات پل نادری
عملیات پل نادری نام اولین عملیات نظامی در جنگ ایران و عراق است که در محور اندیمشک-غرب پل نادری به صورت گسترده در تاریخ ۲۳ مهر ۱۳۵۹ با فرماندهی بسیج و نیروهای مردمی ایران علیه نیروهای عراقی انجام شد. این عملیات حضور عشایر خوزستان و مردم شهرهای اندیمشک و شوش و دزفول و نیروهای بسیجی و با دستان خالی و داشتن چندین سلاح بسیار ساده توانستند نیروهای عراقی را متوقف کنند و تلفات سنگینی از آنان بگیرند و آنان را به عقب‌نشینی از غرب کرخه وادارند.

## موقعیت منطقهٔ عملیاتی
منطقهٔ عمومی عملیات غرب رودخانهٔ کرخه در منطقهٔ پای پل و محور «عین خوش» تا تپه‌های «ابوصلیبی خات»، در حدود ۳۰ کیلومتری جنوب و تپه‌های «علی گره زد» در ۱۵ کیلومتری غرب پل کرخه بود. به‌طور کلی، منطقهٔ عملیات پوشیده از تپه‌ماهور است و جاده اندیمشک-دهلران از مرکز آن می‌گذرد. طرفین جاده از دامنهٔ جنوبی تپه‌های علی گره زد در منطقه‌ای به طول ۸ کیلومتر و به عرض حدود ۶ کیلومتر شیب ملایمی دارد. بقیهٔ منطقه پوشیده از تپه‌ماهور است که تا ارتفاعات عین خوش و دوسلک امتداد دارد و دشت عباس بزرگترین دشت منطقه بعد از ارتفاعات علی گره زد قرار دارد. تپه‌های اسکندر خندان و سپتون در شمال جادهٔ دهلران در بعضی قسمت‌ها شیب تندی دارد و برای خودروهای شنی‌دار و چرخدار غیرقابل عبور است ولی حرکت خوردوهای زرهی در سایر تپه‌ها غالباً بدون اشکال انجام می‌شود. عوارض حساس منطقه که تصرف هر یک از آن‌ها در تأمین منطقه اهمیت شایانی دارد از شرق رودخانه تا غرب و جنوب غرب به ترتیب عبارتست از: تپهٔ کمانه در شرق رودخانه، تپه‌های اسکندر خندان، تپهٔ چشمه و تپه‌های سپتون در غرب رودخانه، تپهٔ کوت کاپون در سه‌راهی و بالاخره تپه‌های علی گره زد و شاوریه در غرب منطقه و تپه‌های رادار و ابوصلیبی خات در جنوب منطقه. رودخانهٔ کرخه در این منطقه غیرقابل عبور است. یک پل ثابت ۴۰ تنی در محلی (موسوم به پای پل) احداث شده و تنها محل عبور از رودخانه است. برای انجام دادن عملیات، یک پل شناور ۶۰ تنی نیز احداث گردید. در منطقهٔ عملیاتی، شهر و آبادی بزرگی وجود ندارد. چند آبادی کوچک در کنار رودخانهٔ کرخه هست که حائز اهمیت نیستند. ایستگاه رادار پایگاه هوایی چهارم شکاری مهم‌ترین تأسیسات احداثی در منطقه بود که در طول عملیات در اثر گلوله‌باران خودی و دشمن به‌کلی منهدم شد.